# Valyria
Valyria es una ciudad ficticia desaparecida del universo de la saga Canción de hielo y fuego del escritor George R. R. Martin. Fue la capital de un imperio que dominó parte del continente de Essos; el territorio que abarcaba era llamado el Feudo Franco de Valyria, y su existencia se remonta a siglos atrás de la cronología en la que se sucede la obra.
George R. R. Martin se inspiró en la historia y cultura del Imperio romano para recrear el Feudo Franco de Valyria.

## Historia
Valyria se hallaba en una península de su mismo nombre, situada en la costa suroccidental del continente de Essos. Los valyrios no dejaban de ser un pueblo dedicado al pastoreo, hasta que descubrieron la existencia de dragones en una serie de cadenas montañosas en la península llamadas las Catorce Llamas. Mediante magia de sangre y cuernos mágicos , los valyrios lograron domarlos y emplearlos como armas de guerra.
Con sus dragones, Valyria aun siendo joven, conquista el Imperio Ghiscari, un antiguo imperio asentado sobre la Bahía de los Esclavos con capital en Ghis. Los ghiscarios llevaron a cabo 5 grandes, largas y duras guerras, pero no pudieron enfrentarse a sus dragones. Los valyrios esparcieron sal en las tierras de Ghis para que nunca nada pudiera volver a crecer ahí. La rivalidad entre Valyria y el Imperio Ghiscari se basa en la larga rivalidad mantenida por Roma y Cartago en las guerras púnicas.
Los valyrios pusieron sus miras en los Rhoynar, una civilización que habitaba en los alrededores del inmenso río Rhoyne. Entre los años 950 y 700 AC, ambos pueblos libraron una guerra. Los valyrios derrotarían finalmente a los Rhoynar, después de enviar alrededor de 300 dragones a la guerra, obligando a éstos a emigrar fuera del continente de Essos, desembarcando en Poniente y asentándose en el reino de Dorne.
Los valyrios fundaron una gran cantidad de colonias a lo largo de su territorio y construyeron una red de carreteras que comunicaba sus ciudades, siendo el epicentro de todas ellas la propia Valyria. En el apogeo de su poder, el Feudo Franco de Valyria se extendía desde el este en las Montañas de los Huesos hasta el oeste en la isla de Rocadragón.
El fin del Feudo Franco llegó con la denominada Maldición de Valyria. Alrededor del año 100 AC, la península de Valyria fue azotada por interminables cataclismos y gran parte de ella fue tragada por el mar, todo ello en un tiempo mínimo. La propia ciudad de Valyria desapareció del mapa y la península se fragmentó en multitud de islas de distinto tamaño, creando entre ellas lo que se conoció como el Mar Humeante. Tras el desastre, el Feudo Franco se extinguió y las distintas colonias y ciudades se independizaron, pasando a conocerse como las Ciudades Libres, sin embargo, su cultura permaneció en todo lo que había sido su territorio.
La Casa Targaryen, que unos 100 años antes de la Maldición de Valyria se asentaron en la isla de Rocadragón, fue una de las 40 grandes familias de Valyria y llegarían a conquistar los Siete Reinos de manos de Aegon el Conquistador. Las Casas Velaryon y Celtigar, vasallas de los Targaryen, rastrean también sus orígenes hasta Valyria.

## Alto Valyrio
El Alto Valyrio es el idioma ficticio surgido en la ciudad de Valyria y que se convertiría en el lenguaje practicado por todo el Feudo Franco. Tras la desaparición del Feudo Franco, el Alto Valyrio permaneció siendo el idioma de sus antiguas colonias, aunque cada una conservaría un acento y derivación distintas, por lo que el Alto Valyrio original se considera una lengua muerta dentro de la saga.
Su sistema de gramática y escritura se desconoce, pero se menciona que pudo contener glifos. En la obra se mencionan algunas palabras y frases sueltas:
- Valar Morghulis: Su traducción significaría «Todos los hombres deben morir».

- Valar Dohaeris: Contraparte de Valar Morghulis y respuesta que se suele ofrecer a aquella frase. Su traducción sería «Todos los hombres deben servir».

- Dracarys: Su traducción sería «Fuegodragón». Es la palabra que emplean los personajes de Rhaenyra y Daenerys Targaryen cuando desean que sus dragones ataquen.[2]

- Valonqar: Su traducción sería «Hermano menor».

- Maegi: Su traducción sería «sabia», aunque comúnmente se confunde con «bruja».

Para la adaptación televisiva de HBO, Game of Thrones, el lingüista David J. Peterson fue el encargado de trasladar el Alto Valyrio (al igual que el dothraki) a la versión televisiva.

## Acero valyrio
El acero valyrio es una aleación ficticia del metal que se realizaba en la antigua Valyria. Según se narra en la obra, los valyrios empleaban hechizos con los que hacían el metal más liviano, más cortante y más resistente que cualquier otro tipo de metal. Con la desaparición de Valyria, los secretos para forjar acero valyrio se perdieron. Sin embargo, algunos contados herreros saben cómo manipular el acero valyrio.
En Poniente el acero valyrio se empleaba sobre todo para la fabricación de espadas. Algunas Casas nobles de Poniente poseen espadas de acero valyrio en la actualidad, haciéndolas tesoros de valor incalculable. Por su parte, los maestres forjan eslabones de acero valyrio que demuestran que dominan las artes mágicas y arcanas, aunque solamente uno de cada cien maestres logra forjar uno.
El acero valyrio está basado en el acero de Damasco, un afamado acero de legendario filo y resistencia cuya técnica se perdió hacía siglos.

### Espadas de acero valyrio
- Anochecer: Mandoble ancestral de la Casa Harlaw. Fue obtenida a través de Lord Dalton Greyjoy, el cual se la arrebató a un corsario.

- Dama Desesperada: Espada ancestral de la Casa Corbray. Posee en el pomo un rubí engarzado en forma de corazón. Actualmente es blandida por Ser Lyn Corbray.

- Garra: Espada bastarda ancestral de la Casa Mormont. Poseía una cabeza de oso en el pomo. Fue cedida por el Lord Comandante Jeor Mormont a su actual portador Jon Nieve.

- Guardajuramentos: Espada en posesión de la Casa Lannister, fue forjada junto a Lamento de Viuda a partir de Hielo, el mandoble ancestral de la Casa Stark. Actualmente es portada por Brienne de Tarth.

- Lamento de Viuda: Espada en posesión de la Casa Baratheon de Desembarco del Rey, fue forjada junto a Guardajuramentos a partir de Hielo, el mandoble ancestral de la Casa Stark. Fue entregada por Tywin Lannister a su nieto, el rey Joffrey Baratheon. Actualmente es portada por Jaime Lannister.

- Lluvia Roja: Espada perteneciente a la Casa Drumm, posiblemente se la arrebataron a la Casa Reyne. Actualmente es portada por Lord Dunstan Drumm.

- Veneno de Corazón: Mandoble ancestral de la Casa Tarly. Actualmente en posesión de Randyll Tarly.

### Espadas perdidas
- Fuegoscuro: Espada ancestral de la Casa Targaryen, fue portada por Aegon el Conquistador. Su último portador fue Daemon Fuegoscuro, llevándosela Aegor Ríos tras la Batalla del Prado Hierbarroja. Se cree que está en posesión de la Compañía Dorada.

- Hacedora de Huérfanos: Espada ancestral de la Casa Roxton. Se perdió durante la Danza de los Dragones.

- Hermana Oscura: Espada ancestral de la Casa Targaryen, fue portada por, entre otros, Visenya Targaryen o el príncipe Daemon Targaryen. Brynden Ríos se la llevó al Muro y desde entonces se desconoce su paradero.

- Hielo: Mandoble ancestral de la Casa Stark, era tan alto como un muchacho joven, y ancho como la palma de una mano extendida. Fue destruida por Lord Tywin Lannister para forjar a Guardajuramentos y Lamento de Viuda.

- Lamento: Espada ancestral de la Casa Royce. Se perdió durante la Danza de los Dragones.

- Rugido: Espada ancestral de la Casa Lannister. Se perdió cuando el Rey de la Roca, Tommen II Lannister, partió hacia las ruinas de Valyria con ella y nunca regresó.

- Vigilancia: Espada ancestral de la Casa Hightower. Se perdió durante la Danza de los Dragones.

## Fuego valyrio
El fuego valyrio es una sustancia líquida inflamable fabricada por alquimistas. Debido a su carácter volátil se expande con facilidad. Es muy difícil de extinguir y es capaz de arder incluso bajo el agua. Su apariencia es la de una pasta verde que se almacena en pequeños frascos.
Pese a lo que su nombre pueda decir, su origen no está comprobado que se remonte a la antigua Valyria. Sin embargo, su nombre puede ser atribuido a que los alquimistas que fabricaban fuego valyrio llegaran a su esplendor durante la dinastía Targaryen. Los alquimistas (también llamados «piromantes») poseen su sede en un gremio bajo la colina de Visenya, en Desembarco del Rey.
El fuego valyrio parece estar inspirado en el fuego griego. Empleado por la flota bizantina, el fuego griego era una solución inflamable que podía arder incluso en el agua y cuya fórmula hoy día se desconoce.
El fuego valyrio también existe como bebida alcohólica de alta graduación. Está inspirado en la serie y tiene una base de whisky con canela picante. Comparte el mismo color verde que se puede observar en desembarco del rey y se encuentra en formato de botella que imita la poción de los alquimistas.